# LaserLight
Singles de Jessie J
Up
(2011)
Singles par David Guetta
I Can Only Imagine
(2012) She Wolf (Falling to Pieces)
(2012)
Pistes de Who You Are
My Shadow
(15)
Laserlight est une chanson de la chanteuse britannique Jessie J. Extrait de son 1er album réédité de Who You Are ; on retrouve la collaboration du DJ français David Guetta. La chanson a été écrite par Jessie J, David Guetta, The Invisible Men, Giorgio Tuinfort Frederic Riesterer et produite par David Guetta, Giorgio Tuinfort, Frederic Riesterer. Le single se classe 49e des hit-parades australien et 23e en Nouvelle-Zélande. LaserLight succède à Repeat fruit de la 1e collaboration entre Jessie J et David Guetta présent sur l'album Nothing but the Beat.

## Performance dans les hit-parades
En Nouvelle-Zélande, Laserlight entre à la 39e, le 9 janvier 2012 dans le classement single. La semaine suivante, le single atteint la 23e place.

## Crédits et personnels
- Jessie J – auteur-compositeur, chanteuse
- The Invisible Men – auteur-compositeur, original production, enregistrement vocal
- David Guetta – auteur-compositeur, réalisateur artistique, mixage, mastering
- Giorgio Tuinfort – auteur-compositeur, réalisateur artistique
- Fred Rister – auteur-compositeur, réalisateur artistique
- Tom Coyne – mastering

Crédits extrait du livret de l'album Who You Are.

## Formats et liste des pistes
- Téléchargement digital[4]

1. "LaserLight" (featuring David Guetta) – 3:32

- Téléchargement digital - remix[5]

1. "LaserLight" (Daddy's Groove Remix) - 5:07

- CD single

1. "LaserLight" (Radio Edit) - 3:32
2. "LaserLight" (Daddy's Groove Remix) - 5:07
3. "LaserLight" (Extended Mix) - 5:26
4. "LaserLight" (Instrumental) - 3:32

## Classement par pays
| Classement (2012)                      | Meilleure position |
| -------------------------------------- | ------------------ |
| Australie (ARIA)                       | 48                 |
| Belgique (Flandre Ultratop 50 Singles) | 50                 |
| Belgique (Wallonie Ultratip 50)        | 8                  |
| Irlande (IRMA)                         | 9                  |
| Nouvelle-Zélande (RMNZ)                | 19                 |
| Slovaquie (IFPI Rádio)                 | 16                 |
| Royaume-Uni (UK Singles Chart)         | 5                  |

## Historique de sortie
| Pays        | Date        | Format                 | Label                      |
| ----------- | ----------- | ---------------------- | -------------------------- |
| Allemagne   | 4 mai 2012  | Téléchargement digital | Universal Republic Records |
| Royaume-Uni | 13 mai 2012 | Téléchargement digital | Lava Records               |
| Royaume-Uni | 14 mai 2012 | Radio airplay          | Lava Records               |